# Parafia Matki Bożej Fatimskiej w Kyzyłordzie
Parafia Matki Bożej Fatimskiej w Kyzyłordzie – parafia rzymskokatolicka, terytorialnie i administracyjnie należąca do diecezji Świętej Trójcy w Ałmaty. W parafii posługują księża diecezjalni. Według stanu na marzec 2024 proboszczem parafii był ks. José María Esposito.